# (20416) Mansour
(20416) Mansour (1998 RR65) – planetoida z pasa głównego asteroid okrążająca Słońce w ciągu 4,68 lat w średniej odległości 2,79 j.a. Odkryta 14 września 1998 roku.